# Disciplinární komise vysoké školy
Disciplinární komise je orgánem veřejné vysoké školy, která projednává disciplinární přestupky studentů. Za disciplinární přestupek je považováno zaviněné porušení povinností danými právními předpisy a vnitřními předpisy školy a jejich součástí. Členy a předsedu komise jmenuje rektor z řad členů akademické obce školy, polovina členů musí být studenti. Návrhy na jmenování a odvolání členů disciplinární komise schvaluje akademický senát školy. Funkční období je nejvýše dvouleté.
Stejnou funkci má pro studenty jednotlivých fakult disciplinární komise fakulty, jejíž členy jmenuje děkan a schvaluje je akademický senát fakulty. Disciplinární komise veřejné vysoké školy není zřízena v případě, že všichni studenti jsou zapsáni na fakulty.

## Průběh disciplinárního řízení
Po zahájení disciplinárního řízení na návrh rektora resp. děkana, který obsahuje důkazy a zdůvodnění, proč se jedná o disciplinární přestupek. Ústní jednání probíhá za přítomnosti dotčeného studenta. Komise rozhodne, zda se jedná o disciplinární přestupek či nikoliv. Pokud ano, navrhne rektorovi resp. děkanovi jednu ze sankcí:
- napomenutí,
- podmíněné vyloučení ze studia s uvedením lhůty a podmínek vyloučení,
- vyloučení ze studia.

Nejtvrdší ze sankcí – vyloučení ze studia – může být komisí navržena, pouze pokud student přestupek spáchal úmyslně. Rektor resp. děkan nemůže studentovi udělit přísnější sankci, než byl návrh komise.